# Büchnerova tikvica
Büchnerova tikvica (Kitasatova tikvica, tikvica za odsisavanje) je vrsta laboratorijskog posuđa koje služi za vakuumsku filtraciju preko Büchnerovog lijevka, razvijanje plinova i slično.
Slična je Erlenmeyerovoj tikvici, s izuzetkom što je debljih stijenki da bude otpornija na promjene tlaka, te što na grlu posjeduje izvodnu cijev na koju se stavlja gumena cijev za odvod plina ili evakuaciju.